# Stora Fisklösen (Silvbergs socken, Dalarna)
Stora Fisklösen är en sjö i Säters kommun i Dalarna och ingår i Dalälvens huvudavrinningsområde. Sjön har en area på 0,134 kvadratkilometer och ligger 195,2 meter över havet.

## Delavrinningsområde
Stora Fisklösen ingår i det delavrinningsområde (668538-147920) som SMHI kallar för Utloppet av Stora Noran. Medelhöjden är 227 meter över havet och ytan är 15,14 kvadratkilometer. Räknas de 5 avrinningsområdena uppströms in blir den ackumulerade arean 30,06 kvadratkilometer. Norboån som avvattnar avrinningsområdet har biflödesordning 3, vilket innebär att vattnet flödar genom totalt 3 vattendrag innan det når havet efter 233 kilometer. Avrinningsområdet består mestadels av skog (76 procent). Avrinningsområdet har 1,44 kvadratkilometer vattenytor vilket ger det en sjöprocent på 9,5 procent.